# Saint-Ours (Québec)
Pour les articles homonymes, voir Saint-Ours.
Saint-Ours est une ville dans la municipalité régionale de comté Pierre-De Saurel au Québec (Canada), située dans la région administrative de la Montérégie. Elle fait partie du diocèse de Saint-Hyacinthe.

## Toponymie
Elle est nommée en l'honneur de Pierre de Saint-Ours (1640-1724), officier du régiment de Carignan-Salières et seigneur de la seigneurie de Saint-Ours.

## Histoire

### Chronologie
- 1650 Fondation d'une mission catholique.
- 1672 (29 octobre) Concession d'une seigneurie (2 lieues de front sur le fleuve Saint-Laurent x 7 lieue de profondeur par le gouverneur Frontenac et l'intendant Talon à Pierre de Saint-Ours, capitaine dans le Régiment de Carignan-Salières, qui lui donne son nom et qui la fait coloniser par des soldats de son régiment désireux de demeurer en Nouvelle-France ; la seigneurie et bornée par la seigneurie de Contrecœur et la seigneurie de Saint-Denis au sud-ouest, par la seigneurie de Saint-Hyacinthe au nord-est et par la seigneurie de Saurel et Bourgchemin au nord-est et par la rivière Yamaska au fond ; traversée par la rivière Richelieu et les ruisseaux LaPrade, LaPlante et Salvayle.
- 1674 (25 avril) La seigneurie de Saint-Ours est augmentée des îles situées en face dans la rivière Richelieu.

Construction d'une première chapelle dédiée à L'Immaculée-Conception.
- 1681 Fondation de la mission de l'Immaculée-Conception et ouverture des registres de la paroisse.
- 1688 Les Iroquois attaquent Sorel et Saint-Ours.
- 1691 Les Iroquois dévastent les installations de la seigneurie naissante.
- 1703 Mise en exploitation du premier moulin seigneurial.
- 1722 Établissement des limites de la paroisse de L'Immaculée-Conception-de-Saint-Ours par édit royal.
- 1724 (21 octobre) Au décès de Pierre de Saint-Ours, la seigneurie passe à son fils aîné, Jean-Baptiste de Saint-Ours (6/10), à Gaspard Chaussegros de Léry, comme héritier de sa mère, Marie-Barbe de Saint-Ours (1/10), à Auguste LeRoy de la Potherie comme époux de Élisabeth de Saint-Ours (1/10), à Pierre de Saint-Ours (1/10) et Claude-Pierre Pécaudy de Contrecœur comme héritier de sa mère, Jeanne de Saint-Ours (1/10).
- 1726 Construction d'une église de pierre par le curé Jean-Pierre de Miniac.
- 1747 Au décès de Jean-Baptiste de Saint-Ours, sa part de la seigneurie (6/10) passe à Pierre-Roch de Saint-Ours.
- 1750 Nomination du premier curé résidant de la paroisse de L'Immaculée-Conception-de-Saint-Ours. Inauguration du chemin entre Saint-Ours et Saint-Denis.
- 1760 Durant la Guerre de la Conquête, qui dure depuis 1754, de nombreux Saint-Oursois enrôlés dans la milice canadienne sont tués par les anglais. Le long du fleuve St-Laurent, des dizaines de milliers de fermes sont brûlées.
- 1761 Inauguration de l'église de L'Immaculée-Conception-de-Saint-Ours construite par le curé Joseph-François d'Youville, le fils de la fondatrice des Sœurs grises de Montréal-s.g.m.. Ouverture de la première école.
- 1765 Démolition de l'église de 1726 abandonnée par ses paroissiens qui se dispersent le long de la rivière Richelieu.
- 1782 Au décès de Pierre-Roch de Saint-Ours, sa part de seigneurie passe à ses fils, Paul-Roch et Roch-Louis dit Charles de Saint-Ours.
- 1792 Construction du manoir seigneurial par Roch-Louis dit Charles de Saint-Ours au bord de la rivière Richelieu.
- 1800 Mise en exploitation d'une fonderie par Pierre Grégoire.
- 1806 Inauguration du chemin entre Saint-Ours et Sorel.
- 1818 Inauguration du chemin entre Saint-Hyacinthe et Saint-Denis.
- 1827 Ouverture d'un bureau de poste sous le nom de Saint-Ours.
- 1831 (23 novembre) Érection canonique de la paroisse L'Immaculée-Conception-de-Saint-Ours ; son territoire couvre la seigneurie de Saint-Ours.
- 1833 François-Roch de Saint-Ours épouse Catherine-Hermine Juchereau Duchesnay, la petite-fille de Antoine Juchereau Duchesnay et de Ignace-Michel-Louis-Antoine d'Irumberry de Salaberry.
- 1834 Au décès de Roch-Louis dit Charles, sa partie de seigneurie passe à son fils, François-Roch de Saint-Ours; ce dernier réunira les parties de seigneurie détenues par les autres descendants de Pierre de Saint-Ours.
- 1836 Saint-Ours est le chef-lieu du comté de Richelieu.
- 1837 (7 mai) Assemblée de Saint-Ours tenue sous la présidence de Côme-Séraphin Cherrier ; réunit 1 200 personnes et présente Wolfred Nelson comme principal orateur ; on y adopte des résolutions constituant le programme politique du temps; elles invitent le peuple à la résistance ; à la suite de cette assemblée, Archibald Atcheson, comte de Gosford, gouverneur du Canada, proclame séditieuses de telles réunions et ordonne aux magistrats et officiers de milice de les empêcher ; l'assemblée de Saint-Ours est suivie de l'assemblée de Saint-Charles. Crises. Émeutes de 1837 et de 1838.
- 1839 (10 novembre) Au décès de François-Roch de Saint-Ours, la seigneurie passe en usufruit à son épouse, Catherine-Hermine Juchereau Duchesnay, et, en propriété, à ses filles Josephte-Louise Hermine, Carole-Virginie et Henriette-Amélie.
- 1844-1849 Construction, sur la rivière Richelieu, du barrage et des écluses comme partie des ouvrages permettant de relier Montréal et New York. Après le canal de Chambly, celui de Saint-Ours complète la voie maritime du Richelieu ; les travaux permettent l'installation d'un moulin à eau sur le barrage ; la farine y sera moulue et la laine cardée pendant au-delà de 100 ans.
- 1845 (8 juin) Constitution de la municipalité de la paroisse de Saint-Ours.
- 1847 (1er septembre) Abolition de la municipalité de la paroisse de Saint-Ours.
- 1849 Construction de l'écluse de Saint-Ours.
- 1854 (18 décembre) Abolition du régime seigneurial.
- 1855 (1er juillet) Constitution de la municipalité de la paroisse de L'Immaculée-*Conception-de-Saint-Ours. Constitution de la municipalité du village de Saint-Ours par détachement de celle de la paroisse de L'Immaculée-*Conception-de-Saint-Ours.
- 1857 Le siège social du comté de Richelieu quitte Saint-Ours pour Sorel.
- 1859 (12 janvier) La seigneurie appartient en usufruit à Hermine-Catherine Juchereau Duchesnay, veuve de Roch de Saint-Ours et en propriété à ses filles, Josephte-Louise-Hermine de Saint-Ours, Caroline-Virginie de Saint-Ours et Henriette-Amélie de Saint-Ours.
- 1865 Henriette-Amélie de Saint-Ours, fille de François-Roch de Saint-Ours, seule survivante des seigneurs de Saint-Ours, épouse le notaire Joseph-Adolphe Dorion.
- 1866 (15 août) Le village de Saint-Ours devient ville.
- 1868 Arrivée des Sœurs de la Présentation-de-Marie p.m.* qui prennent charge du couvent nouvellement construit.
- 1871 Ayant vendu à bon prix la seigneurie de Deschaillons (100), la seigneuresse, Hermine-Catherine Juchereau Duchesnay de Saint-Ours, entreprend la restauration du manoir familial de Saint-Ours auquel elle ajoute un étage.
- 1882 Démolition de l'église de 1761 et construction d'une nouvelle église.
- 1888 Relocalisation du couvent.
- 1891 Arrivée des Frères de l'Instruction chrétienne.
- 1894 Construction d'un collège par les Frères de l'Instruction chrétienne qui utilisent, pour le construire, la pierre du presbytère de 1750 et du couvent de 1868.
- 1897 (24 juillet) Incendie du couvent.
- 1900 Marie-Amélie-Catherine Dorion, petite-fille de François-Roch de Saint-Ours, épouse Joseph-Georges-Elzéar Taschereau, fils de Louis Taschereau, seigneur de la Beauce.
- 1916 (15 mars) Au décès de Henriette-Amélie de Saint-Ours Dorion, la seigneurie passe à sa fille Amélie-Catherine.
- 1923 La population de la paroisse est de 1 500 âmes.
- 1926 Hélène-Amélie Taschereau, arrière-petite-fille de François-Roch de Saint-Ours épouse Armand Poupart, avocat de Montréal.
- 1939 (22 mai) Fondation de la Caisse populaire de Saint-Ours.
- 1957 La municipalité de L'Immaculée-*Conception-de-Saint-Ours abrège son nom en Saint-Ours.
- 1982 Le manoir, le domaine et ses dépendances sont classés biens culturels ; il s'agit du seul ensemble intact et complet des assises d'une seigneurie québécoise.
- 1990 La population de Saint-Ours (ville) est de 622 habitants, celle de Saint-Ours (paroisse), 1 002.
- 1991 (17 avril) Fusion de la municipalité avec la paroisse pour former la Ville de Saint-Ours.
- 2001 La population de Saint-Ours est de 1 649 habitants.
- 2013 La population de Saint-Ours est de 1 757 habitants.
- 2014 Décès de Luc Poupart, le frère d'Armand Poupart Jr, fils d'Armand Poupart Sr et de Marguerite Taschereau; Armand Poupart Jr est l'héritier de la seigneurie.
- 2016 (19 mars) Décès d'Armand Poupart Jr (85 ans) à l'Hôtel-Dieu de Montréal.
- 2025 (17 juillet) L'église de Saint-Ours est la proie des flammes. Le clocher a été complètement ravagé. La foudre est supectée comme étant la cause de l'incendie[3].

### Seigneurs de Saint-Ours
- Pierre de Saint-Ours (1672 à 1724)
- Jean-Baptiste de Saint-Ours de l'Eschaillon, aussi appelé Deschaillons (1724 à 1747)
- Pierre-Roch de Saint-Ours (1747 à 1782)
- Paul-Roch et Roch-Louis, dit Charles de Saint-Ours (1782 à 1834)
- François-Roch de Saint-Ours (1834 à 1854, à l'abolition du régime seigneurial)

## Géographie
La rivière Richelieu délimite l'ouest de la municipalité en coulant vers le nord-est et longée par la route 133.

## Démographie
| 1991  | 1996  | 2001  | 2006  | 2011  | 2016  | 2021  |
| ----- | ----- | ----- | ----- | ----- | ----- | ----- |
| 1 628 | 1 619 | 1 624 | 1 700 | 1 721 | 1 669 | 1 723 |

## Politique et administration

### Administration municipale
| Période | Période | Identité             | Étiquette | Qualité |
| ------- | ------- | -------------------- | --------- | ------- |
| 2021    | 2025    | M. Sylvain Dupuis    |           |         |
| 2017    | 2021    | M. Sylvain Dupuis    |           |         |
| 2013    | 2017    | M. Sylvain Dupuis    |           |         |
| 2013    | 2013    | M. Sylvain Dupuis    |           |         |
| 2009    | 2012    | M. Robert Tremblay   |           |         |
| 2006    | 2009    | M. Daniel Arpin      |           |         |
| 2001    | 2005    | M. Daniel Arpin      |           |         |
| 1998    | 2001    | Mme. Marie Bouchard  |           |         |
| 1994    | 1998    | Mme. Marie Bouchard  |           |         |
| 1991    | 1994    | M. Grégoire Frédette |           |         |
| 1983    | 1991    | M. Léandre Chaput    |           |         |
| 1974    | 1983    | M. Léo Bardier       |           |         |
| 1963    | 1974    | M. Léo Cloutier      |           |         |
| 1959    | 1963    | M. Eugène Millette   |           |         |
| 1957    | 1959    | M. Ernest Pérodeau   |           |         |

| Saint-Ours Maires depuis 2002                                                                                        |                 |         |          |
| Élection | Maire           | Qualité | Résultat |
| 2002 | Daniel Arpin    |         | Voir     |
| 2005 | Daniel Arpin    | Voir    |          |
| 2009 | Robert Tremblay |         | Voir     |
| ... | Sylvain Dupuis  |         | Voir     |
| 2013 | Sylvain Dupuis  | Voir    |          |
| 2017 | Sylvain Dupuis  | Voir    |          |
| 2021 | Sylvain Dupuis  | Voir    |          |
| Élection partielle en italique Depuis 2005, les élections sont simultanées dans toutes les municipalités québécoises |                 |         |          |

## Patrimoine bâti

### Manoir seigneurial

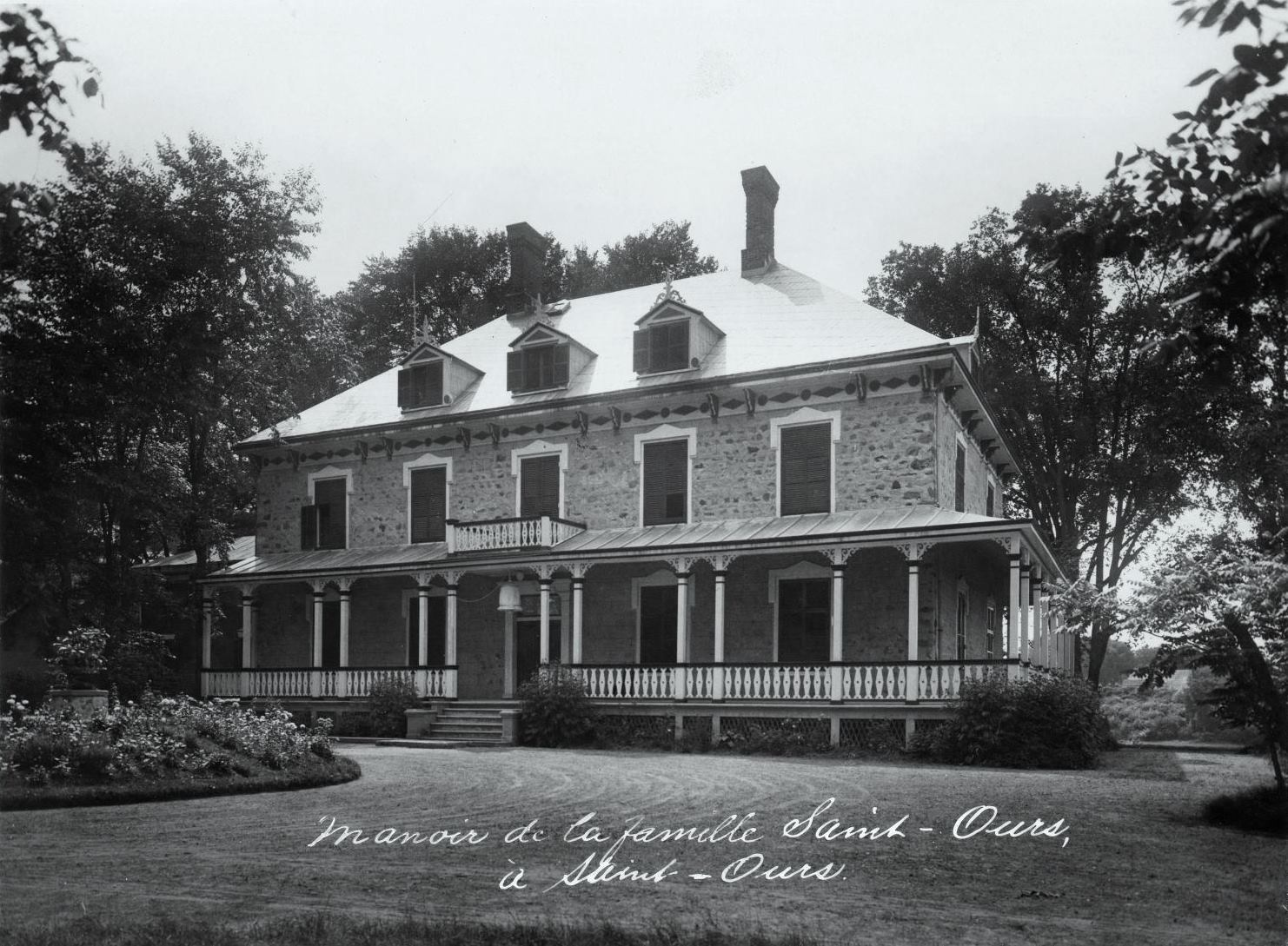
Manoir de Saint-Ours.

Le domaine seigneurial de Saint-Ours, classé site historique, est un ensemble comprenant un manoir, des dépendances et leur terrain.
Le domaine fut concédé par l'intendant Jean Talon à Pierre de Saint-Ours en 1672 qui fit construire le premier manoir. Le second manoir (le bâtiment actuel) fut construit en 1792 par le seigneur Charles-Louis-Roch de Saint-Ours. Il fut ensuite la propriété de François-Roch de Saint-Ours, qui a siégé au Conseil législatif du Bas-Canada à partir de 1830 et est devenu shérif de Montréal en 1837. Sa veuve, Mme Hermine-Marie-Catherine Duchesnay fit agrandir le manoir en 1845, puis en 1870.
Depuis ce domaine n'a subi aucune modification majeure et conserve l'apparence qui lui a été donnée en 1870.

### Église de L'Immaculée-Conception
Construite entre 1878 et 1882 dans le style néo-romain, selon les plans préparés par la firme d'architectes « Gauthier & Daoust » l'église se caractérise par la présence de murs massifs, d'une fenestration restreinte, de belles colonnes surmontées de chapiteaux qui supporte une magnifique voûte à arc à plein cintre, de son orgue Casavant et d'une belle flèche élancée de 185 pieds (56,39 mètres) de hauteur.
Elle a été construite sur le site de l'ancien cimetière dont les dépouilles ont été exhumées sous l'autorisation de la Cour Supérieure et relocalisé dans le nouveau cimetière. L'horaire des messe est accessible sur le site Internet du Diocèse de Saint-Hyacinthe.

### Le Château Vaillancourt (anciencouvent de Saint-Ours)
Adjacent à l'église un couvent bâti, peu avant 1868, dû être reconstruit après l'incendie de 1897. Le Couvent a aussi été occupé par les Sœurs de la Présentation de Marie. Le Couvent est un édifice de quatre étages recouvert de brique rouge et d'un toit en escarpe. Depuis la fin des années 1950, le Couvent fut tranquillement transformé en résidence de personnes âgées, toutefois sa vocation a évolué : il a eu tour-à-tour des vocations religieuse, résidentielle et communautaire.
Il a pendant un temps servi d'école, puis de résidence pour la communauté religieuse.
Il est aujourd'hui occupé par un propriétaire privé. Il est possible de le louer pour un événement privé.

## Société
Le fonds d'archives de la municipalité de Saint-Ours est conservé au centre d'archives de Montréal de Bibliothèque et Archives nationales du Québec.

### Personnalités liées
- Onésime Lacouture (1881-1951) est un père jésuite né à Saint-Ours le 13 avril 1881 et connu pour avoir initié au Canada français un mouvement spirituel nommé lacouturisme, assimilable à un perfectionnisme religieux.
- Hélène Frédérick (1976-), écrivaine québécoise née à Saint-Ours et vivant en France.